# Базаржапова, Галина Хандуевна
Галина Хандуевна Базаржапова (Дашеева) ― российская бурятская поэтесса, Народный поэт Бурятии, Заслуженный работник культуры Республики Бурятия, Заслуженный работник культуры Российской Федерации.

## Биография
Родилась 24 апреля 1952 года в улусе Улекчин Закаменского района Бурятской АССР.
Первый её поэтический дебют состоялся в школьные годы, с публикацией первых стихов в районной газете «Знамя Труда».
После учёбы в средней школе поступила на историко-филологический факультет Бурятского государственный педагогический институт имени Доржи Банзарова.
В годы учёбы в институте Галина активно участвовала в студенческом литературном объединении «Залуу наһан» («Юность»). Окончив институт занялась журналисткой деятельностью, была корреспондентом газеты «Буряад үнэн», заместитель главного редактора Издательского дома «Буряад үнэн», затем была назначена редактором литературно-художественного журнала «Байгал» («Байкал»).
Базаржапова активно ведёт работу по популяризации творчества бурятских писателей на страницах газеты «Буряад үнэн» и журнала «Байгал». Была участник семинара молодых писателей Сибири в городе Абакане (1986). Её стихотворные произведения высоко оценено мастерами поэзии Юрием Кузнецовым, Бронтой Бедюровым.
Стихи Галины Базаржаповой отличаются философским отношением к жизни, размышлениями об истоках бытия и духовности, о связи времен и поколений. Сочинила такие поэтические сборники, как «Эхын энхэрэл» (Нежность матери) (1983), «Уулзуур» (Соприкосновение) (2001), «Дыхание Хангая» (2002) и другие.
Также занимается переводческой деятельностью, переводит на бурятский язык стихи поэтов многонациональной России. Стихи Базаржаповой включены в энциклопедию «Современная литература народов России».
В 2019 году за книгу рассказов и очерков «Буусын һургаал» («Заповедь родной земли») Галина Базаржапова была удостоена премией имени Исая Калашникова. Также стала лауреатом премии Союза журналистов Бурятии имени Ярослава Гашека и лауреатом межрегионального конкурса журналистов «Сибирь — территория надежд».